# Ryzom
Ryzom («Ризом»), ранее The Saga of Ryzom — многопользовательская онлайн-игра в стиле фэнтези, создателем которой является французская компания Nevrax. В 2007 году была признана одной из лучших MMORPG, но так и не приобрела широкую популярность.

## Особенности игры
- красивая графика[3] (игровой движок лицензирован как GPL)
- Кроссплатформенность: в данный момент игра доступна как минимум для Windows, Linux и MacOS X[4]. Ведется портирование движка на OpenGL ES, что позволит запускать игру на мобильных устройствах под управлением Apple iOS, Android и иных мобильных платформах поддерживающих стандарт OpenGL ES. Также игра доступна в Steam[5].
- командность. Играть в одиночку будет нелегко.
- отсутствие классов персонажей. Каждый персонаж может прокачивать какие угодно скиллы и выбирать любую профессию. Специализация может быть магическая, боевая (владение мечом или стрелковым оружием), ремесло (изготовление оружия, брони и т. д., англ. crafting) и добыча полезных ископаемых (англ. harvesting). Умения развиваются согласно тому, насколько часто вы их используете. К примеру, если вы в бою чаще используете магию, то получаете возможность развивать магические умения. Чем сильнее ваши магические умения, тем сложнее их развивать в дальнейшем. По мере улучшения ваших умений в рамках скилла происходит расширение дерева данного скилла. Например, умения в магии начиная с определённого уровня расщепляются на независимые умения в «боевой» и «защитной» магиях, а они в свою очередь на определённом уровне расщепляются на ещё более подробные умения в различных направлениях магии. Умение боя расщепляется на «рукопашную» и «стрелковую» составляющие, которые расщепляются на ещё более подробные составляющие, и т. д.. Углубление в дерево умений по любому направлению не ограничено и пропорционально лишь затрате усилий на это направление. Это позволяет игроку самому выбирать желаемые пути совершенствования своего персонажа. Данная особенность также позволяет новичкам довольно быстро стать эффективными игроками, в то время как опытные игроки получают дополнительное преимущество благодаря большей свободе в действиях за счет хорошего владения сразу несколькими умениями, что дает больше свободы манёвра в зависимости от ситуации.
- оригинальная система заданий
- оригинальная система действий, позволяющая компоновать свои собственные действия, отсутствующие по умолчанию. Все действия в игре компонуются из отдельных элементарных кирпичиков — «stanzas». Для того чтобы играть сколь-нибудь эффективно, игроку необходимо создавать свои собственные действия. Все действия в игре, включая магию, все виды атак, ремесла и т. п. компонуются из элементарных составляющих. По мере приобретения опыта в каком либо участке дерева умений, игрок изучает новые «stanzas», расширяющие перечень возможных действий, улучшающие характеристики персонажа или позволяющие модифицировать параметры производимых действий. Это приводит к тому что игроки используют существенно различные наборы действий и их параметров, что делает каждого игрока достаточно уникальным.
- оригинальная смесь умений и технологий: игровой мир является смесью жанров фэнтэзи и научной фантастики.
- дружелюбное сообщество игроков[6].
- игра условно-бесплатна (бесплатные аккаунты ограничены уровнем до 125 во всех умениях)[7].

## Игровой мир
Атис — огромная планета. На ней существуют четыре расы, которые находятся в разных отношениях друг с другом. Несколько поколений назад жители Атиса были практически полностью истреблены из-за нападения гигантских насекомых, и теперь стараются восстановить свою цивилизацию. Две противоборствующие группировки, Караван и Ками, стремятся распространить на Атис своё влияние.

### Расы
Раса не влияет на умения персонажей, за исключением незначительных бонусов к сопротивлению разной магии.
- Матис (англ. The Matis) — обитают в лесах. Эта раса — остаток древней монархии, стремящаяся возродить своё королевство. Верят, что, как у каждой вещи во Вселенной есть своё собственное место, так и каждый человек обязан приложить все усилия и занять надлежащее положение в обществе. Они — аристократы планеты Атис, с бледной кожей, верные, изысканные, упорные и почтительные, уважающие природу и умеющие извлечь из неё пользу для себя. В их жилах течет благородная кровь.
- Трикер (англ. The Trykers) — невысокого роста, превосходные разведчики, путешественники и изобретатели, живут на островах. Их мечта — создать мир без тирании и несправедливости, без рабов и хозяев. Последователи идеалов «Свободы, равенства и братства» и верят, что могут создать гармоничное общество, где каждый сможет сохранить своё собственное лицо, являясь частью целого.
- Фирос (англ. The Fyros) — раса воинов, единственные, кто рискует жить в жаркой пустыне, где, возможно, обитают драконы. Верные и свирепые воители, которые построили своё общество, основываясь на кодексе чести. Они хотят создать собственную Империю. Больше всего представители Фирос ценят правду, честь, дисциплину и справедливость. Охотятся на опасных существ и являются хранителями мира Атис.
- Зораи (англ. The Zoraïs) — загадочные обитатели темных джунглей, ревностно служащие природе. Они стремятся к духовному просвещению, мудрости и возрождению магической мощи, которой когда-то обладали. Зораи поклоняются божеству Ками и с гордостью носят маску, обозначающую родство с ним. Они живут около магических храмов Ками и с огромным уважением относятся к природе.

### Группировки
Группировки — «организации», которые могут давать вам различные задания. Помните, что Ками и члены Каравана ненавидят друг друга, поэтому услужить всем сразу не удастся. Вы можете избрать кого-то одного или сохранять нейтралитет.
- Ками — странные и жутковатые существа, оказывающее большое влияние на жизнь обитателей Атиса. Они служат божеству Ма-Дук, создателю планеты Атис. Ками — наблюдатели, которые заботятся о сохранении природного баланса, они следят, чтобы никто не нарушил хрупкое равновесие жизни. Как и Караван, служители Ками свободно путешествуют по планете и обладают большой магической силой.
- Караван — его члены не менее загадочны, чем Ками. Они носят черные костюмы и шлемы, которые полностью скрывают лицо, живут в металлических домах и используют оружие, технология изготовления которого пока неизвестна. Последователи Каравана стремятся к техническому прогрессу. Их можно встретить повсюду. Их богиня — Йена, мать человечества.

## Ryzom под лицензией AGPL
В мае 2010 года компания Winch Gate Properties открыла исходные тексты программ, а также сопутствующих игре элементов оформления: текстур, звуковых эффектов и 3D-моделей под лицензией AGPL. Сама игра на сервере компании остаётся платной, а открытие исходников позволяет всем желающим создавать собственные игровые серверы.

## Отзывы
| Сводный рейтинг | Сводный рейтинг |
| Агрегатор       | Оценка          |
| --------------- | --------------- |
| GameRankings    | 66,31 %         |